# Disocactus aurantiacus
Disocactus aurantiacus là một loài thực vật có hoa trong họ Cactaceae. Loài này được (Kimnach) Barthlott mô tả khoa học đầu tiên năm 1991.